# Trevor Peres
Trevor Peres (ur. 25 lipca 1969) – amerykański muzyk, gitarzysta i wokalista, znany przede wszystkim jako gitarzysta rytmiczny deathmetalowej grupy Obituary, którą założył wraz z braćmi Tardy w 1984 roku. Oprócz Obituary Trevor był także członkiem takich grup jak Meathook Seed czy Catastrophic. Wystąpił również gościnnie w utworze "Empowered" amerykańskiego rapera Necro, a także wziął udział w nagraniu utworu "Angels in War" grupy Holy Moses.

## Dyskografia
Obituary (1984–1997, 2003–nadal)
- Slowly We Rot (1989)
- Cause of Death (1990)
- The End Complete (1992)
- World Demise (1994)
- Back from the Dead (1997)
- Frozen in Time (2005)
- Xecutioner’s Return (2007)
- Darkest Day (2009)
- Inked in Blood (2014)
- Obituary (2017)

Meathook Seed (1992–1993)
- Embedded (1993)

Catastrophic (1999–?)
- The Cleansing (2001)

Gościnne występy
- Meathook Seed – B.I.B.L.E. (Basic Instructions Before Leaving Earth) (1999, śpiew)
- Holy Moses – Agony of Death (2008, gitara w utworze "Angels in War")
- Necro – The Pre-Fix for Death (2004, gitara)